# أليكس جيمس
أليكس جيمس (بالإنجليزية: Alex James)‏ (و. 1901 – 1953 م) هو لاعب كرة قدم، من المملكة المتحدة، مركز لعبه هو مهاجم داخلي، ومهاجم، توفي في لندن، عن عمر يناهز 52 عاماً، بسبب سرطان.

## روابط خارجية
- أليكس جيمس على موقع قاعدة بيانات كرة القدم.إي يو (الإنجليزية)
- أليكس جيمس على موقع ناشيونال فوتبول تيمز (الإنجليزية)